# 1204
| [ Edytuj tabelę ]                 | |
| Książę Małopolski                 | - 1202 Leszek Biały 1210                                                                                      |
| Książę Wielkopolski               | - 1202 Władysław III Laskonogi 1229                                                                           |
| Król Angkoru                      | - 1181 Dżajawarman VII 1218                                                                                   |
| Król Anglii                       | - 1199 Jan bez Ziemi 1216                                                                                     |
| Król Aragonii i hrabia Barcelony  | - 1196 Piotr II Katolicki 1213                                                                                |
| Książę Bawarii                    | - 1183 Ludwik I 1231                                                                                          |
| Margrabia Brandenburgii           | - 1184 Otto II 1205                                                                                           |
| Książę Burgundii                  | - 1192 Eudes III 1218                                                                                         |
| Cesarz Bizancjum                  | - 1203 Izaak II Angelos i Aleksy IV Angelos 1204 - 1204 Aleksy V Murzuflos 1204 - 1204 Teodor I Laskarys 1222 |
| Car Bułgarii                      | - 1197 Kałojan 1207                                                                                           |
| Cesarz Chin                       | - 1194 Song Ningzong 1224                                                                                     |
| Król Cypru                        | - 1194 Amalryk II 1205                                                                                        |
| Król Czech                        | - 1198 Przemysł Ottokar I 1230                                                                                |
| Król Danii                        | - 1202 Waldemar II Zwycięski 1241                                                                             |
| Władca Egiptu                     | - 1199 Al-Adil 1218                                                                                           |
| Cesarz Etiopii                    | - 1189 Gebre Meskel 1229                                                                                      |
| Król Francji                      | - 1180 Filip II August 1223                                                                                   |
| Król Gruzji                       | - 1184 Tamara 1213                                                                                            |
| Cesarz Japonii                    | - 1198 Tsuchimikado 1210                                                                                      |
| Kalif                             | - 1180 An-Nasir 1225                                                                                          |
| Król Kastylii                     | - 1158 Alfons VIII Szlachetny 1214                                                                            |
| Patriarcha Konstantynopola        | - 1198 Jan X Kamateros 1206                                                                                   |
| Władca Korei                      | - 1197 Sinjong 1204 - 1204 Hŭijong 1211                                                                       |
| Król Leónu                        | - 1188 Alfons IX 1230                                                                                         |
| Cesarz Łaciński                   | - 1204 Baldwin I 1205                                                                                         |
| Kalif Maroka                      | - 1199 Muhammad an-Nasir 1213                                                                                 |
| Król Nawarry                      | - 1194 Sanczo VII 1234                                                                                        |
| Król Norwegii                     | - 1202 Haakon III 1204 - 1204 Guttorm Sigurdsson 1204 - 1204 Inge II Baardsson 1217                           |
| Hrabia Palatynatu                 | - 1195 Henryk V z Welf 1211                                                                                   |
| Papież                            | - 1198 Innocenty III 1216                                                                                     |
| Król Portugalii                   | - 1185 Sancho I 1211                                                                                          |
| Sułtan Rumu                       | - 1196 Sulajman II 1204 - 1204 Kilidż Arslan III 1205                                                         |
| Książę Rusi halickiej             | - 1199 Roman I 1206                                                                                           |
| Książę Saksonii                   | - 1180 Bernard III 1212                                                                                       |
| Król Szkocji                      | - 1165 Wilhelm I 1214                                                                                         |
| Król Szwecji                      | - 1196 Swerker II Młodszy 1208                                                                                |
| Doża Wenecji                      | - 1192 Enrico Dandolo 1205                                                                                    |
| Król Węgier                       | - 1196 Emeryk 1204 - 1204 Władysław III 1205                                                                  |
| Wielki mistrz zakonu krzyżackiego | - 1200 Otto von Kerpen 1208                                                                                   |

Rok 1204 / MCCIV
stulecia: XII wiek ~
XIII wiek ~
XIV wiek

lata: 1194 «
1199 «
1200 «
1201 «
1202 «
1203 «
1204
» 1205
» 1206
» 1207
» 1208
» 1209
» 1214

## Wydarzenia w Polsce
- Wyprawa książąt Leszka Białego i Konrada mazowieckiego na Włodzimierz Wołyński.

## Wydarzenia na świecie
- 2 stycznia – 5-letni Guttorm Sigurdsson został królem Norwegii.
- 25 stycznia – cesarz bizantyński Aleksy IV Angelos został wtrącony do więzienia w wyniku przewrotu pałacowego i 8 lutego zamordowany z rozkazu nowego cesarza Aleksego V Murzuflosa.
- 28 stycznia – (lub 25 stycznia) Mikołaj Kanabos odmówił przyjęcia wyboru na cesarza bizantyńskiego.
- 5 lutego – Aleksy V Murzuflos został cesarzem bizantyńskim.
- 6 marca – król Anglii Jan bez Ziemi utracił zamek Château Gaillard w Normandii na rzecz króla Francji Filipa II Augusta. Księstwo Normandii przechodzi pod panowanie francuskie.
- 8 kwietnia – początek oblężenia chrześcijańskiego Konstantynopola przez krzyżowców.
- 12-13 kwietnia – zdobycie i rzeź Konstantynopola (IV krucjata)[1].
- 9 maja – Baldwin I został pierwszym cesarzem Cesarstwa Łacińskiego.
- 16 maja – hrabia Flandrii Baldwin I został koronowany na władcę Cesarstwa Łacińskiego.
- 26 sierpnia – Władysław III został koronowany na króla Węgier.
- Papież Innocenty III zatwierdził niemiecki zakon kawalerów mieczowych, mający na celu podbój ziem Łotwy i Estonii.

## Urodzili się
- Haakon IV Stary, król Norwegii (zm. 1263)
- Rajmund Nonnat, hiszpański mercedariusz, święty katolicki (zm. 1240)

## Zmarli
- 1 stycznia – Haakon III, król Norwegii (ur. ok. 1170)
- 8 lutego – Aleksy IV Angelos, cesarz bizantyński (ur. ok. 1182)
- 1 kwietnia – Eleonora Akwitańska, królowa Francji i Anglii (ur. ok. 1122)
- 13 grudnia – Majmonides (hebr. רבי משה בן מיימון), żydowski filozof i lekarz (ur. 1135)

- Kulin, ban Bośni (ur. 1163)
- Emeryk Arpadowicz, król Węgier (ur. 1174)
- Izaak II Angelos, cesarz bizantyński (ur. ok. 1156)